# إلواسا غوتيريز
إلواسا غوتيريز (بالإسبانية: Eloísa Gutiérrez) هي متسابقة ملكة الجمال وعارضة بوليفية، ولدت في 9 أغسطس 1996 في سوكري في بوليفيا.